# Hippodamia convergens
Hippodamia convergens — вид божьих коровок, обитающий в Северной и Южной Америке. Туловища имаго слегка удлинённые; в длину достигает 4—7 мм. Надкрылья красные и обычно 13-и точечные, реже имеют меньше точек. Переднеспинка чёрная с белым рисунком.
Встречаются на пшенице, сорго, люцерне обыкновенной, овощах, тепличных зерновых растениях, а также на других злаковых которых атакует тля, которая является основной пищей для личинок и взрослых особей.

## Биология
Самка весной или в начале лета откладывает 200—300 маленьких веретенообразных яиц, из которых вылупляются личинки тёмного цвета. Перед тем, как начать искать тлю, личинки съедают оставшиеся яйца, что даёт им больше энергии. Когда тли мало, имаго могут питаться медвяной падью, нектаром, пыльцой и даже лепестками и другими мягкими частями растений. Однако, чтобы размножаться, им необходимо потреблять тлю.

## Естественные враги
Энтомопатогенные грибы, используемые в качестве биопестицидов, такие как Metarhizium anisopliae , Paecilomyces fumosoroseus и Beauveria bassiana.

## Галерея

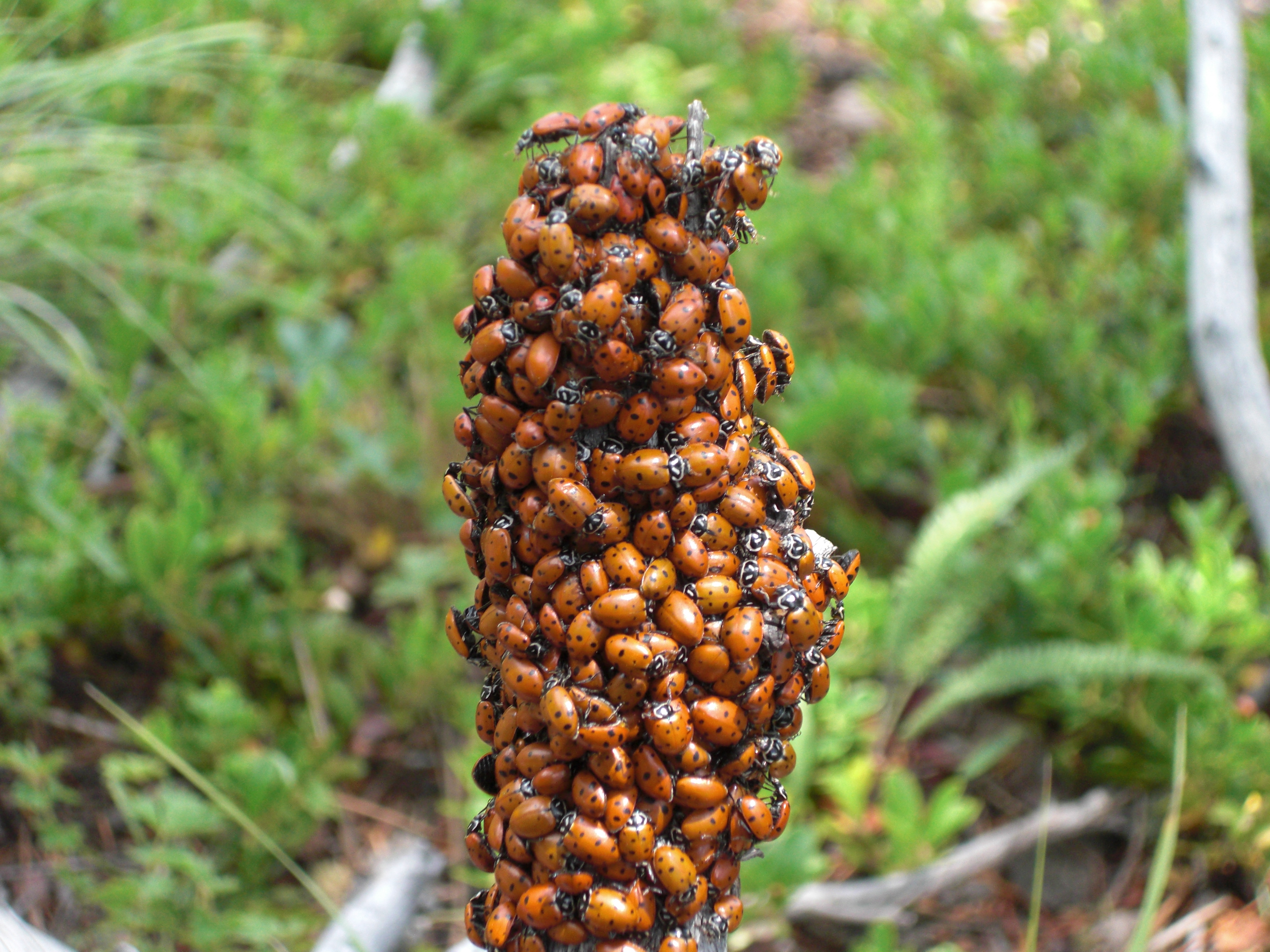